# Gare de Laufenburg
La gare de Laufenburg (en allemand Bahnhof Laufenburg) est la gare de Laufenburg, en Suisse.

## Service voyageurs

### Desserte
| Origine  | Arrêt précédent | Train | Train | Train | Arrêt suivant | Destination |
| -------- | --------------- | ----- | ----- | ----- | ------------- | ----------- |
| Bâle CFF | Stein-Säckingen |       | S     |       | Terminus      | Terminus    |